# 버몬트 진보당
버몬트 진보당(영어: Vermont Progressive Party)은 미국 버몬트주의 사회민주주의 정당이다. 미국 상원에서는 버몬트 주에 배정된 전체 의석 2석 가운데 1석을 확보하였다.

## 같이 보기
- 버니 샌더스